# Магдалена Ташева
Магдалена Ташева е български физик, журналист, политик.
Тя е дългогодишен журналист и редактор във вестниците „Пари“, „Монитор“ и „Атака“. Автор на редица анализи и коментари по теми от обществено-политическия живот. Водеща на предаването „В окото на бурята“ по телевизия „Алфа“ до февруари 2022 г. Член е на Централния сбор на ПП АТАКА. Депутат в XLII народно събрание на Република България, заместник-председател на комисиите по енергетика и инвестиционно проектиране. Депутат в XLIII народно събрание от ПП Атака.

## Биография
Магдалена Ташева е родена на 1 март 1953 г. в Горна Оряховица. Завършва специалност „Ядрена физика“ във Физическия факултет на СУ „Св. Климент Охридски“.. Защитава дипломна работа „Атомно-абсорбционен анализ на наноколичества литий в кръвта при лечението на някои фобии“.
Като специалист, а после научен сътрудник I степен в Института по микроелектроника работи в направление „Йонна имплантация на интегрални схеми“ по методите SIMS (Secondary Ion Mass Spectrometry) – мас-спектрометрия на вторични йони, LEED (Low energy electron diffraction) – дифракция на бавни електрони и в направление „Модерни технологии“.
През 1985 г. защитава дисертация на тема „Изотопни ефекти в повърхностната йонна проводимост на интерфейса силиций-силициев двуокис“ в Московския държавен университет „Михаил В. Ломоносов“.
От май 1999 г. до април 2004 г. сътрудничи на в. „Монитор“ под псевдонима Тамара Шишманова. През април 2004 г. постъпва в отдел „Анализи“ на вестника като редактор под собственото си име. През юли 2007 г., след продажбата на вестника на медийна група, близка до ДПС, напуска в. „Монитор“. От 20 август 2007 г. до 2022 г. работи за в. „Атака“.
През декември 2011 г. е избрана за член на Централния сбор на ПП „Атака“. От юни 2012 г.до февруари 2022 г. работи за ТВ АЛФА като автор и водещ на седмичното предаване „В окото на бурята“. Към момента е журналист на свободна практика със собствен youtube канал и предаване. От 2022 г. работи в телевизия „България 24“ и води предаването „Срещу течението“, а от 2023 г. – „Полюси“.

## Критики и противоречия
През 2013 г. правозащитната организация Български хелзинкски комитет поема представителството на група лица от сирийски произход, завели дело за дискриминационен тормоз пред Комисията за защита от дискриминация срещу партийната телевизия „Алфа“ и лично срещу Магдалена Ташева в качеството ѝ на водеща на предаването „В окото на бурята“. Поводът са редица предавания, в които Ташева представя бежанците от гражданската война в Сирия като мними бежанци, ислямисти, екстремисти и престъпници, нарича ги „изчадия“, „сган“, „масови убийци“, „канибали“, „диваци“, „отвратителни, долнопробни примати, които бягат от закона в Сирия“ и др.